# Leo Pieters
Pour les articles homonymes, voir Pieters.
Leo Pieters, né le 1er mai 1962 à Maaseik est un homme politique belge flamand, membre du Vlaams Belang.
Il est technicien en meubles.

## Fonctions politiques
- conseiller communal à Maaseik (2004-)
- député au Parlement flamand:
  - du 4 juillet 2007 au 7 juin 2009